# Ebstorf
Ebstorf település Németországban, azon belül Alsó-Szászország tartományban. Lakosainak száma 5416 fő (2023. december 31.). Ebstorf Hanstedt és Wriedel községekkel határos.

## Népesség
A település népességének változása:
| Lakosok száma | 5342 | 5277 | 5316 | 5387 | 5429 | 5416 |
|               | 2016 | 2017 | 2019 | 2021 | 2022 | 2023 |